# Riccar-Kunstmuseum
Das Riccar-Kunstmuseum (japanisch リッカー美術館, Rikkā bijutsukan) war Japans erstes Ukiyo-e-Museum. Es wurde im September 1972 im Stadtteil Ginza von Tokio eröffnet und bestand bis 2001.

## Übersicht
Vor dem Zweiten Weltkrieg gab es drei große Ukiyo-e-Sammlungen in Japan: Die Sammlung von Matsukata Kōjirō im Nationalmuseum Tokio, die Sammlung von Mihara Shigeki (三原 繁吉) und jene der Saitō-Gedächtnisgesellschaft (斎藤報恩会). Hiraki Shinji (平木 信二; 1910–1971), Gründer und Präsident von Riccar, brachte sie im Rahmen der „Hiraki Ukiyo-e Foundation“ zusammen, so dass sie vereinigt, mehr als tausend Blätter umfasste.
Neben Blättern von bekannten japanischen Künstlern wie Hiroshige, Utamaro und Harunobu wurde aber auch Graphik des 20. Jahrhunderts ausgestellt. So waren dort u. a. Ausstellungen mit Graphiken von Heinrich Vogeler und Emma Bormann zu sehen. Zum Museum gehörte auch eine Bibliothek zu Ukiyoe-Themen.
1984 ging die Firma Riccar bankrott. Das Museum konnte gerettet werden und 1993 in „Hiraki Ukiyo-e Museum“ (平木浮世絵美術館, Hraki ukiyoe bijutsukan) umbenannt und nach Yokohama verlegt. Es musste 2001 geschlossen werden. Für die Sammlung existiert nun kein eigenes Ausstellungshaus mehr, man organisiert aber mindestens einmal im Jahr Ausstellungen in Museen und Kunstgalerien an verschiedenen Orten.